# 影踏み鬼
影踏み鬼（かげふみおに）は、影を利用した遊びの一種。単に「影踏み」とも称する。
古くから存在する遊戯で、日本では明治30年代まで月明かりの夜に行われることが多く、「影や唐禄神（道陸神、道禄神）、十三夜の牡丹餅」などと囃しながら行われたという。

## 基本ルール
2つの方式がある。日影を利用するため日照が十分にある屋外などで行われる。
- 全員一斉に行うもの
  - 開始の合図で一斉に他の者の影を踏むことを競うもの[2]。
- 鬼役を決めて行うもの
  - まず、参加者の一名を鬼役として選び、他の者は建物など何らかの物体の日陰に入る[4]。日陰に隠れていた者は開始と同時に一斉に日向に飛び出す[4]。あるいは日向で一定時間経過後、開始の合図とともに鬼役が影踏みを開始する。鬼役の者が他の者の影を踏んだ場合には、その影を踏まれた者が新たに鬼役となり立場を交換する[2][3][5]。影に入っていることのできる時間について制限を設けることも多い。